# إرنست نيلسون (مصارع رياضي)
إرنست نيلسون (بالسويدية: Ernst Nilsson)‏ هو مصارع رياضي سويدي، ولد في 10 مايو 1891 في مالمو في السويد، وتوفي بنفس المكان في 11 فبراير 1971.

## وصلات خارجية
- إرنست نيلسون على موقع قاعدة بيانات المصارعة الدولية (الإنجليزية)
- إرنست نيلسون على موقع اللجنة الأولمبية الدولية (الإنجليزية)
- إرنست نيلسون على موقع أوليمبيديا (الإنجليزية)
- إرنست نيلسون على موقع اللجنة الأولمبية السويدية (السويدية)